# Dalian

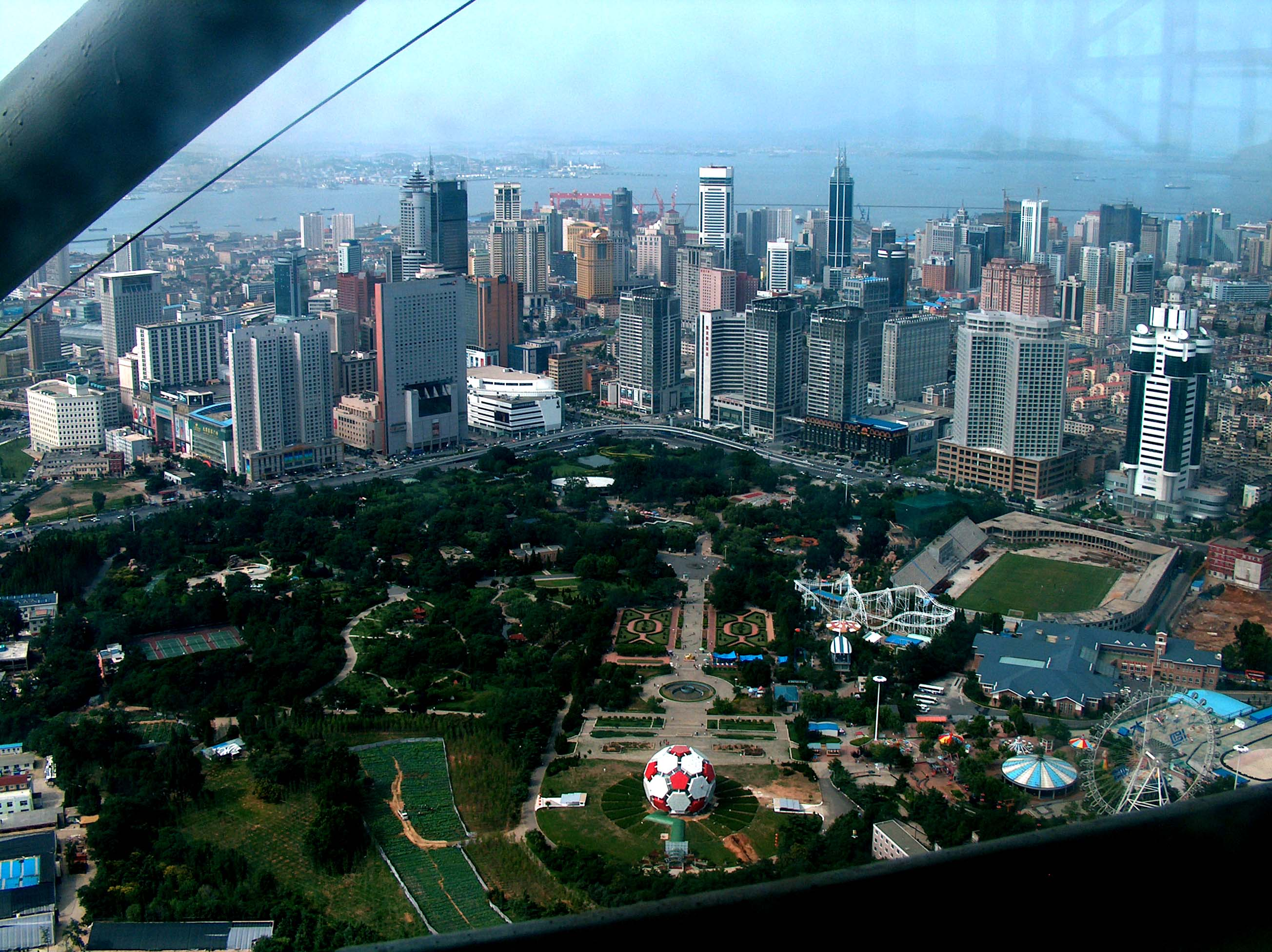
Dalian

Dalian este un oraș din China.

## Personalități născute aici
- Li Yongbo (n. 1962), jucător de badminton;
- Li Yan (n. 1968), sportivă la patinaj viteză și patinaj viteză pe pistă scurtă;
- Lai Yawen (n. 1970), voleibalistă;
- Jiang Cuihua (n. 1975), ciclistă;
- Tian Pengfei (n. 1987), jucător de snooker.